# L'Hermitage
L'Hermitage is een gemeente in het Franse departement Ille-et-Vilaine (regio Bretagne). De plaats maakt deel uit van het arrondissement Rennes. L'Hermitage telde op 1 januari 2022 4.683 inwoners.

## Geografie
De oppervlakte van L'Hermitage bedroeg op 1 januari 2022 6,83 vierkante kilometer; de bevolkingsdichtheid was toen 685,7 inwoners per km².

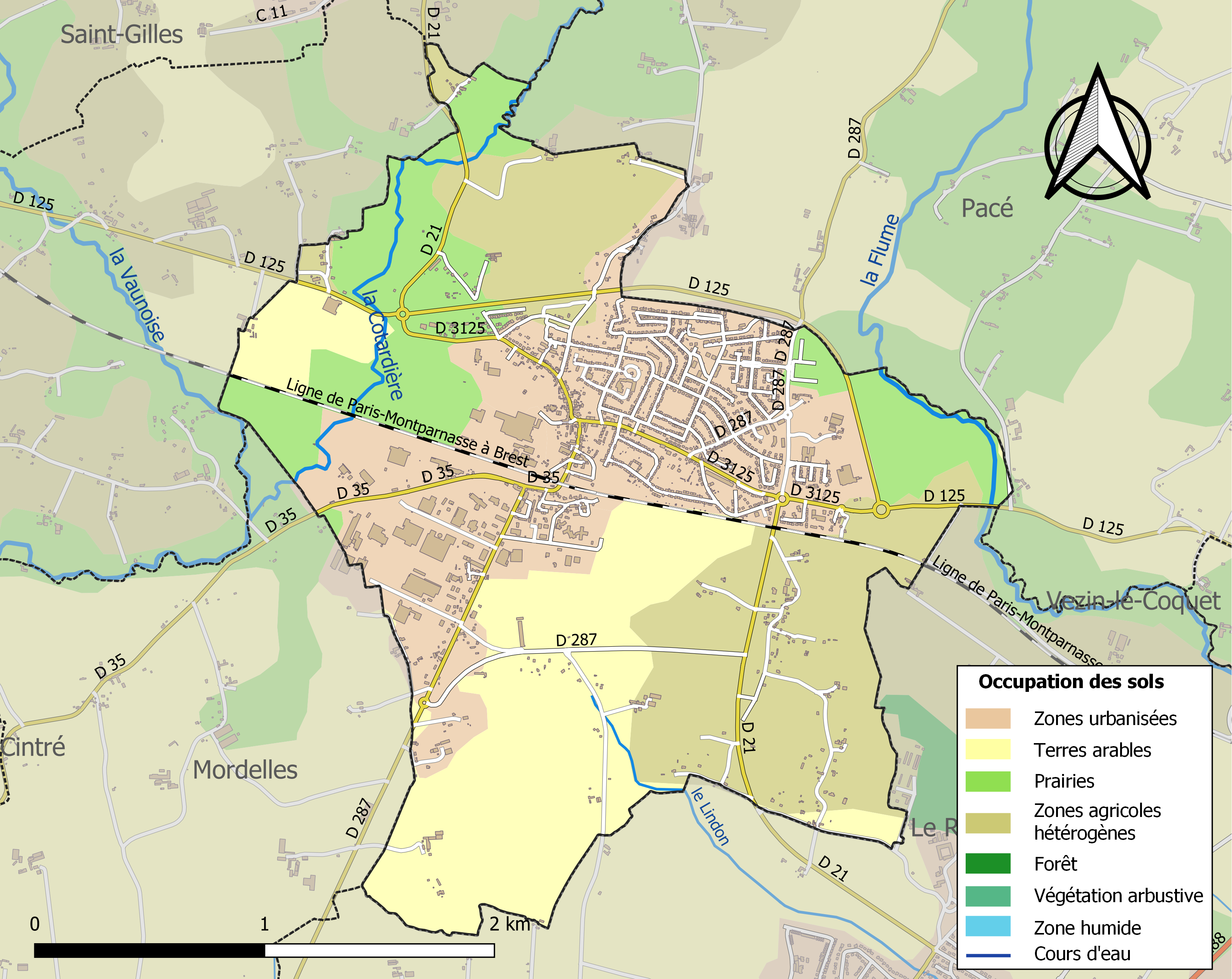
Kaart van de gemeente met belangrijkste infrastructuur, bodemgebruik en omliggende gemeenten

## Verkeer en vervoer
In de gemeente ligt spoorwegstation L'Hermitage - Mordelles.

## Demografie
Onderstaande figuur toont het verloop van het inwonertal (bron: INSEE-tellingen).